# Weißkollm
Weißkollm (Oppersorbisch: Běły Chołmc) is een plaats in de Duitse gemeente Lohsa, deelstaat Saksen, en telt 900 inwoners.